# Erich von Rath

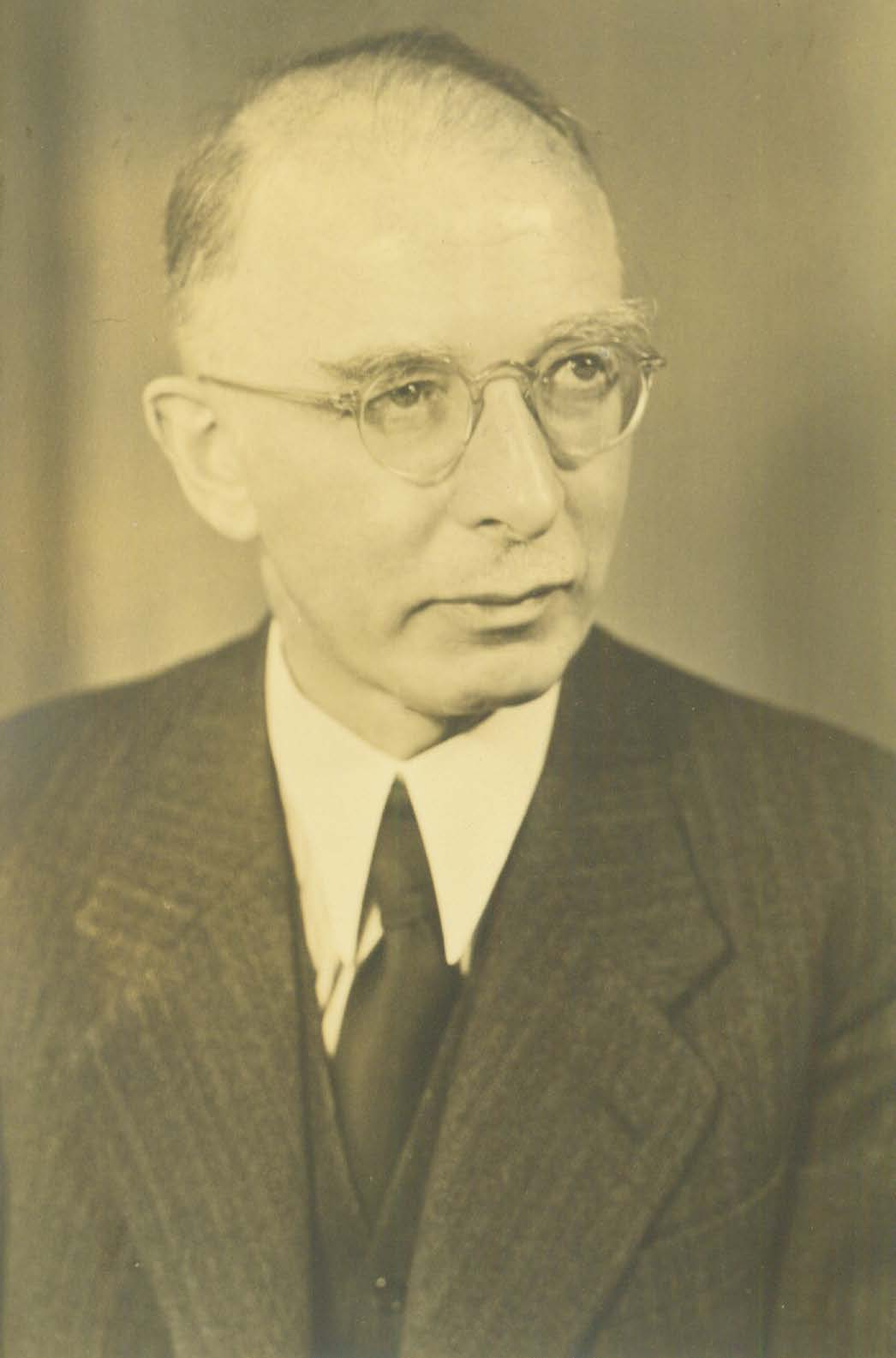
Erich von Rath

 Erich von Rath (* 12. Juni 1881 in Krefeld; † 31. August 1948 in Bonn) war ein deutscher Bibliothekar und Hochschullehrer.

## Leben
Nach dem Abitur am Gymnasium in Krefeld studierte Erich von Rath zunächst an der Ruprecht-Karls-Universität Heidelberg Rechts- und Staatswissenschaften sowie Geschichte. 1900 wurde er Mitglied des Corps Guestphalia Heidelberg. Als Inaktiver wechselte er an die  Friedrich-Wilhelms-Universität zu Berlin und die
Rheinische Friedrich-Wilhelms-Universität Bonn. Nach Abschluss des Studiums wurde er 1904 in Bonn zum Dr. iur. promoviert.
Seine berufliche Laufbahn begann er 1906 bei der  Königlichen Bibliothek Berlin als Volontär. 1910 erhielt er dort eine Anstellung als Bibliothekar. Am Ersten Weltkrieg nahm er als Reserveoffizier an der Ost- und Westfront teil. Nach schwerer Verwundung schied er 1916 aus dem Heeresdienst aus. 1917 wurde er zum Direktor der Bibliothek des Reichsgerichts in Leipzig berufen. 1921 erfolgte seine Ernennung zum Direktor der Universitätsbibliothek Bonn. Die Universität Bonn ernannte ihn zum Honorarprofessor und später zum Universitätsprofessor.
Seine wissenschaftliche Arbeit galt der Inkunabelforschung. Er war Vorsitzender der Kommission für die Gesamtkataloge der Wiegendrucke.

## Auszeichnungen
- Eisernes Kreuz II. und I. Klasse
- Militär-Verdienstmedaille (Österreich) 3. Klasse
- Ehrensenator der Universität zu Köln, 1941[3]

## Schriften
- Das Notverordnungsrecht des preußischen Landes- und des deutschen Reichsstaatsrechts, 1904
- Katalog der ersten Ausstellung der Maximilian-Gesellschaft, 1913
- Die Drucker von Buyers Ausgabe der Werke des Bartolus von 1482: Ein Beitrag zur Buchdruckergeschichte Lyons, 1913
- Ernst Voullième als Inkunabelforscher: Ein Verzeichnis seiner Arbeiten zu seinem sechzigsten Geburtstag zusammengestellt, 1922
- Aufgaben der Wiegendruck-Forschung, 1925
- Frühdrucke aus der Bücherei Victor von Klemperer, 1927 (zusammen mit Konrad Haebler)
- Der Buchdruck des 15. Jahrhunderts–Eine bibliographische Übersicht, 1929 (zusammen mit Kurt Ohly)
- Zur Kupferstichillustration des fünfzehnten Jahrhunderts, 1929
- Der Buchdruck Frankreichs und der Französischen Schweiz, Spaniens und Portugals, 1929
- Der Buchdruck Englands und der nordischen Länder, 1929
- Der Buchdruck der slavischen Länder und Ungarns, 1929
- Der Buchdruck der Niederlande (Holland und Belgien), 1930
- Die deutschen Universitätsbibliotheken, 1930
- Der Buchdruck Deutschlands, der deutschen Schweiz und Österreichs, 1931
- Buchdruck und Buchillustration bis zum Jahre 1600, 1931
- Die Forschungsaufgaben der Bibliotheken, 1931
- Zur Entwicklung der Preußischen Universitäts-Bibliotheken in den letzten 100 Jahren, 1933
- Der Wappenstich der Breviarium Misnense von 1485: Ein Beitrag zur Geschichte der Kupferstichillustration im 15. Jahrhundert, 1935
- Die Geschichte vom Ritter Peter Diemringer von Staufenberg, gedruckt von Johann Prüss in Straßburg um 1483, 1934
- Die Schriften Konrad Haeblers, 1937 (zusammen mit Wieland Schmidt)
- Karl Schaarschmidt. In: Festschrift Georg Leyh. Harrassowitz, Leipzig 1937, S. 283–296.
- Zur Fünfhundert-Jahrfeier der Erfindung des Buchdrucks, 1940 (zusammen mit Kurt Ohly und Carl Wehmer)
- Studien zur Geschichte des Buchdrucks und der Bibliographie, 1945